# HD 92938
HD 92938，又名CP-63 1589，SAO 251078、HR 4196，是一颗恒星，视星等为4.82，位于銀經289.56，銀緯-5，其B1900.0坐标为赤經10h 38m 41.1s，赤緯-63° -5′ 35″。